# Конструювання мікросхем

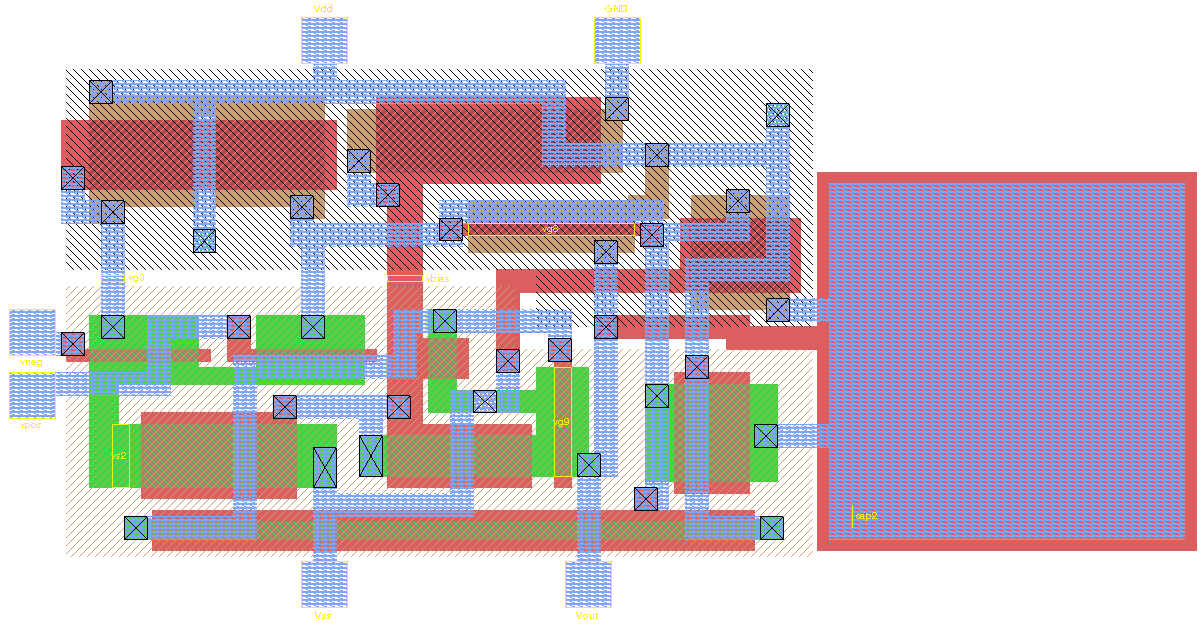
Топологія простого КМОН операційного піддсилювача (входи знаходяться зліва, а компенсаційний конденсатор знаходиться праворуч). Металевий шар пофарбований у синій; N- і P-легований Si — зелений і коричневий; полікремній — червоний, а перехідні отвори помічені хрестами.

Конструюва́ння (проєктува́ння) мікросхе́м (інтегральних схем, ІС), (англ. Integrated circuit design) — діяльність людини або організації (ій) зі створення проєкту, тобто топології ІС. Проєктування починається з розробки архітектури, що включає вибір тих або інших функцій і особливостей майбутніх схем, мікросхемотехніку і компонування на кристалі функціональних блоків і їхніх елементів, які втілюють вибрані функції. Далі — оптимізація готових блоків з метою усунення вузьких місць, підвищення продуктивності та надійності роботи майбутніх схем, спрощення і здешевлення їхнього масового виробництва. Ці роботи можна умовно назвати «паперовими» — вони виконуються «на кінчику пера» і існують лише у вигляді комп'ютерних файлів і креслень проєктів майбутніх мікросхем, що зовсім не виключає багаторазового комп'ютерного моделювання фізичної роботи як окремих блоків, так і мікросхеми в цілому. Для цього використовуються спеціальні, ретельно узгоджені з реальними приладами фізичні моделі транзисторів і інших функціональних елементів. І чим ретельніше змодельована робота проєкту, тим швидше і з меншими помилками буде виготовлена сама мікросхема (йдеться про її фінальний, масовий варіант): налагоджування, пошук і виправлення помилок проєктування у вже готовому кристалі, як правило, значно складніші й дорожчі, ніж моделювання на комп'ютері.

## Особливості цифрових і аналогових інтегральних схем
Інтегральні схеми можна розділити на 2 широкі категорії цифрових і аналогових інтегральних схем. Цифрові — мікропроцесори, FPGA, схеми пам'яті (статичні, динамічні, постійні, флеш), цифрові НВІС тощо. Цифровий дизайн фокусується на логічній правильності, збільшуючи щільність схеми, а також розміщення схем, так щоб тактові й часові сигнали направлялись ефективно.
Аналогові інтегральні схеми також мають специфіку проєктування кіл живлення і високочастотного дизайну. Аналоговий підхід використовується в дизайні операційних підсилювачів, лінійних стабілізаторів, фазового автопідстроювання частоти, осциляторів і активних фільтрів. Проєктування аналогових ІС більше пов'язане з фізикою напівпровідникових пристроїв, таких як підсилення, узгодження, розсіювання потужності та опір. Точність аналогового підсилення сигналу і фільтрації, як правило, критична і, як наслідок, аналогові мікросхеми використовують більшу площу, ніж активні пристрої цифрової конструкції та, як правило, менш щільні.
Сучасні ІС є надзвичайно складними. Великий чип, станом на 2009 рік мав близько 1 млрд транзисторів. Правила, що може й не може бути виготовлено також надзвичайно складні. Для 2006 року технологічний процес міг мати понад 600 правил. Крім того, оскільки сам виробничий процес не є повністю передбачуваним, конструктори повинні брати до уваги його статистичну природу. Складність сучасного дизайну IC, а також тиск ринку, щоб виробляти конструкції швидко, привело до широкого використання автоматизованих засобів проєктування ІС. Коротко кажучи, проєктування, тестування і перевірка інструкцій проводиться в рамках САПР.

## Основи
Проєктування інтегральних схем передбачає створення електронних компонентів, таких як транзистори, резистори, конденсатори і металевого сполучення цих компонентів в шарі напівпровідника, зазвичай кремнію.
Необхідно відділяти окремі компоненти, тому що кремнієва підкладка є провідною і часто утворює активну область окремих компонентів. Існує два методи ізоляції: PN-переходом і діелектрична ізоляція. Слід враховувати розсіювану потужність транзисторів, перехідного опору і щільність струму з'єднувального контакту. Контакти й переходи в ІС дуже крихітні в порівнянні з дискретними компонентами, де такі проблеми є менш важливою проблемою. Треба брати до уваги електроміграцію в металевих з'єднаннях і  пошкодження статичною електрикою крихітних компонентів. Нарешті, фізичне розташування деяких субблоків схеми має, як правило, вирішальне значення, для того, щоб досягти бажаної швидкості роботи, для розділення потужної частини IC від більш чутливої частини, щоб збалансувати розсіювання тепла через IC, або для полегшення розміщення підключень до виводів поза IC.